# Nazărioaia, Bacău
Nazărioaia este un sat în comuna Vultureni din județul Bacău, Moldova, România. La recensământul din 2002 avea o populație de 185 locuitori.